# 금남호남정맥

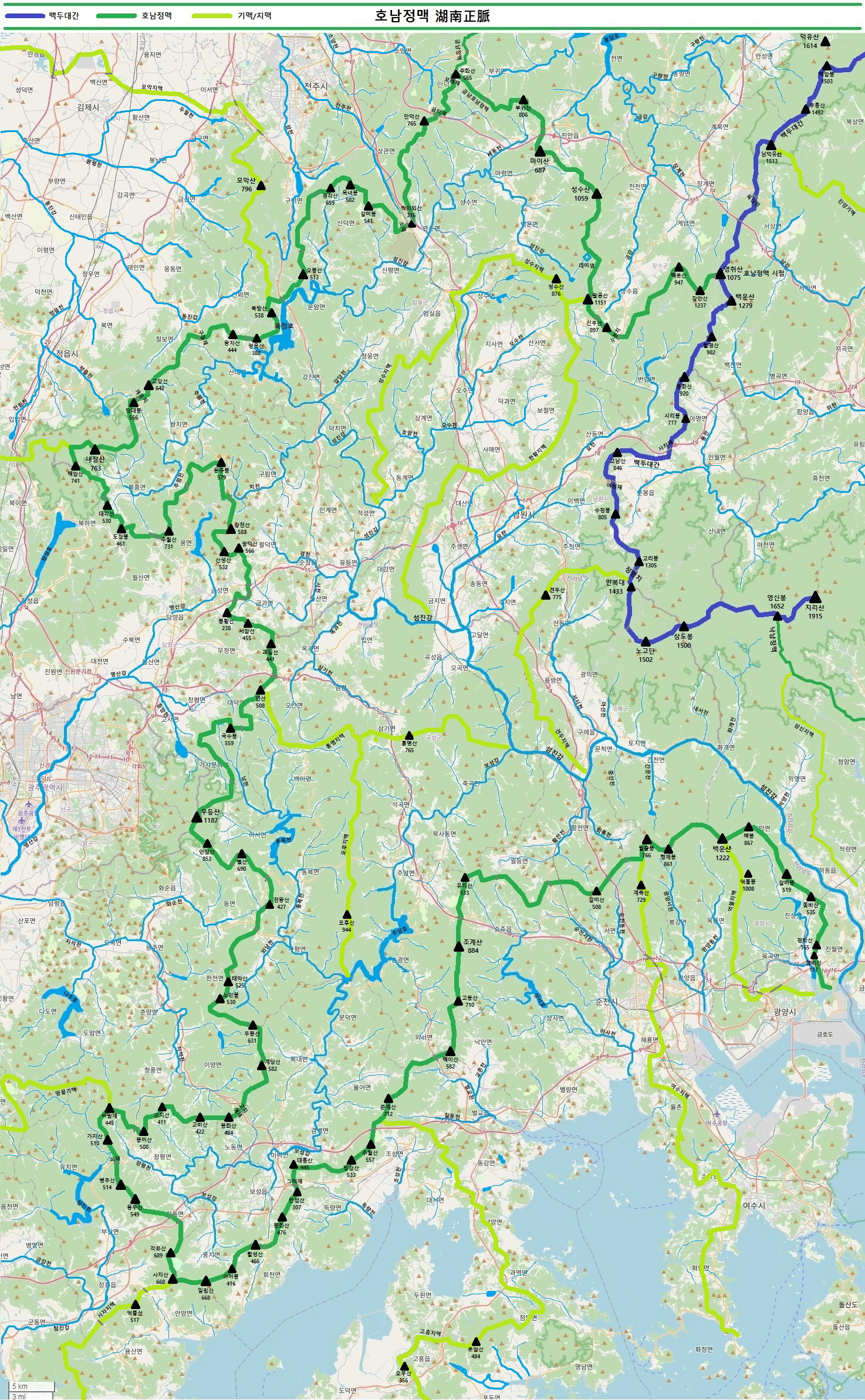
호남정맥 및 금남호남정맥 전 구간과 백두대간(덕유산~지리산 구간) 및 섬진강 수계

금남호남정맥(錦南湖南正脈)은 백두대간의 장안산(長安山, 1,237m)에서 시작되어 주화산(珠華山, 600m)에서 금남정맥과 호남정맥으로 분리되어 끝나는 산줄기로 금남정맥과 더불어 금강 유역의 경계를 만들고, 호남정맥과 더불어 금강과 섬진강유역의 경계를 만든다.

## 주요 산
금남호남정맥은 북쪽 사면에서 올라가 금강의 발원지인 장수군 수분리의 뜬봉샘에서 천천(天川), 연평천에 이르는 물줄기가 금강을 만들고 401km를 흘러 남쪽 사면에 가서는 임실의 오원천(烏院川)과 만나 225km의 섬진강을 만든다. 연결된 주요산은 수분현(水分峴, 530m)·팔공산(叭公山, 1,151m)·성수산(聖壽山, 1,059m)·마이산(馬耳山, 667m)·부귀산(富貴山, 806m) 등이며, 그 길이가 약 65km로 13개 정맥 중 가장 짧은 것으로 알려져 있다.
영취산(백두대간에서 분기) - 무릉고개(지방도 제743호선 통과) - 장안산(1,237m) - 수분령(국도 제19호선 통과) - 팔공산(1,151m, 성수지맥, 개동지맥분기) - 서구이재(850m, 지방도 제742호선 통과) - 성수산(1,059m) - 마이산(667m) - 부귀산(806m) - 주화산 → 금남정맥, 호남정맥

## 비교
『산경표』에 기록되어 있는 산이름은 다음과 같다.
- 수분현(水分峴, 530m)
- 팔공산(叭公山, 1,151m)
- 성수산(聖壽山, 1,059m)
- 마이산(馬耳山, 667m)
- 부귀산(富貴山, 806m)

## 같이 보기
- 산경표
- 호남정맥
- 금남정맥
- 백두대간